# Jermaine Jones
Jermaine Junior Jones (sinh ngày 3 tháng 11 năm 1981) là cầu thủ bóng đá người Mỹ đang thi đấu cho LA Galaxy ở Major League Soccer.

## Tiểu sử
Jones sinh ra ở Frankfurt-Bonames. Cha của anh phục vụ trong quân đội Hoa Kỳ. Khi còn nhỏ, Jones sống ở Chicago, Illinois và Greenwood, Mississippi.

### Bàn thắng quốc tế
| #   | Ngày                | Địa điểm                                   | Đối thủ    | Bàn thắng | Kết quả | Giải đấu                |
| --- | ------------------- | ------------------------------------------ | ---------- | --------- | ------- | ----------------------- |
| 01. | 19 tháng 6 năm 2011 | Sân vận động RFK, Washington, D.C., Hoa Kỳ | Jamaica    | 1–0       | 2–0     | Cúp Vàng CONCACAF 2011  |
| 02. | 26 tháng 5 năm 2012 | EverBank Field, Jacksonville, Hoa Kỳ       | Scotland   | 5–1       | 5–1     | Giao hữu                |
| 03. | 22 tháng 6 năm 2014 | Arena da Amazônia, Manaus, Brasil          | Bồ Đào Nha | 1–1       | 2–2     | World Cup 2014          |
| 04. | 7 tháng 6 năm 2016  | Soldier Field, Chicago, Hoa Kỳ             | Costa Rica | 2–0       | 4–0     | Copa América Centenario |